# Drégelypalánk

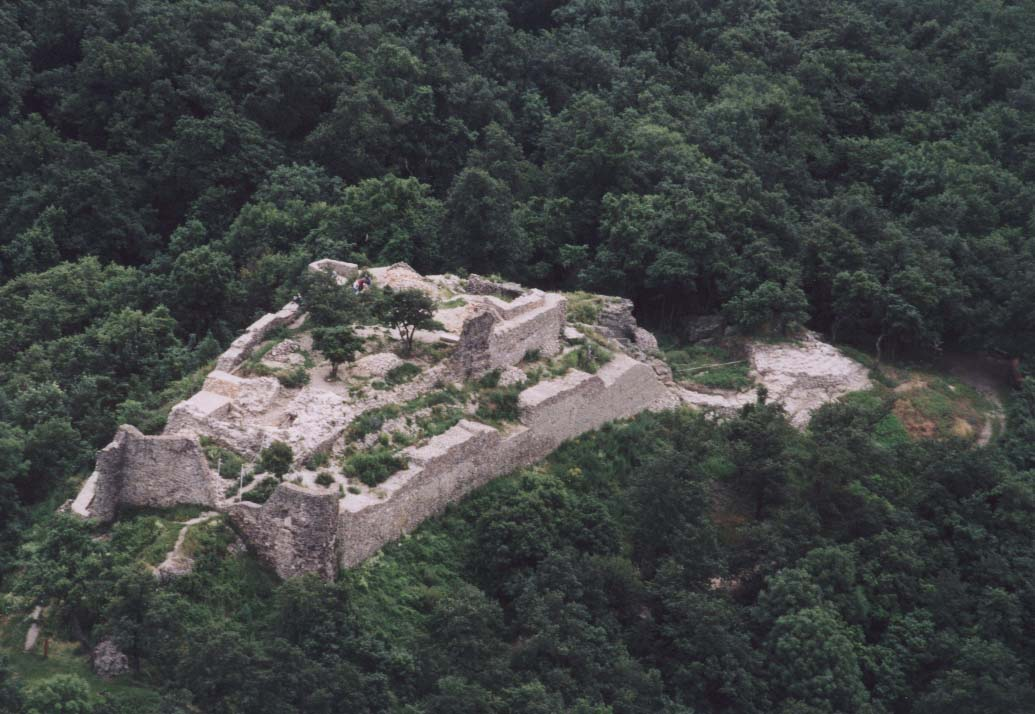
ruiny zamku w pobliżu wioski

Drégelypalánk – wieś i gmina w północnej części Węgier, w pobliżu miasta Balassagyarmat. Miejscowość leży na obszarze Średniogórza Północnowęgierskiego, w pobliżu granicy ze Słowacją. Administracyjnie osada należy do powiatu Balassagyarmat, wchodzącego w skład komitatu Nógrád.
Gmina Drégelypalánk liczy 1580 mieszkańców (2009) i zajmuje obszar 22,18 km².